# Ачарья Видьясагар
Ачарья Шри Видьясагарджи Махарадж (хинди आचार्य विद्यासागर; 10 октября 1946, Садалга, Британская Индия — 18 февраля 2024, Донгаргарх, Чхаттисгарх) — известный современный монах-дигамбар, один из джайнских ачарьев (философ-монах). Был известен своей ученостью и аскетизмом (тапасья), в том числе долгими часами, проведёнными в медитации. Несмотря на то, что он родился в штате Карнатака, а дикшу принял в Раджастхане, большую часть своей жизни он провёл в регионе Бунделкханд, в котором с его именем связывали возрождение образовательной и религиозной деятельности.

## Биография
В детстве его звали Видьядхар. Он был вторым из четырёх сыновей, старшим из которых был Махавира Аштаге. В детстве любил есть свежее масло, из которого делали топленое масло (очищенное масло). Он не был требовательным ребёнком и довольствовался тем, что ему давали. Видьядхар посещал храмы и обучал своих младших братьев и сестер принципам религии. Он называл обеих младших сестёр Акка (старшая сестра). Видьядхар был внимательным и прилежным учеником, в свободное от учёбы время любил рисовать.
Покончил жизнь самоубийством 18 февраля 2024 года, уморив себя голодом.